# Panzerwerfer
15cm Panzerwerfer 42 auf Sf (SdKfz 4/1) var en tysk självgående och bepansrad raketartilleripjäs som användes under andra världskriget.

## Utveckling
Det ursprungliga Nebelwerferpjäserna var effektiva men deras höga eldkraft kom med nackdelarna med kort räckvidd och tydliga rökplymer som avslöjade avfyrningsplatsen, detta gjorde dem sårbara för konterbatteri eld. 1943 fick Opel order på att tillverka ett bepansrat variant av deras existerande halvbandlastbil på vilket en 15 cm Nebelwerfer 42 skulle placeras. Opel valde att bygga på sitt 3,5 tons Maultier-chassi. Hytten blev fullt bepansrad och ovanpå det pansrade lastutrymmet placerades vapnet med sina 10 raketavfyrningsrör. De kunde vridas i sidled i 270° och höjas till 80°. Räckvidden var 6700 meter. Lastutrymmet rymde 20 raketer för omladdning. Totalt tillverkades 300 raketartilleripjäser tillverkades från april 1943 till mars 1944, i juni 1944 konverterades 19 ammunitionsfordon till raketartilleripjäser. Fordonet möjliggjorde de snabba omgrupperingar som var nödvändiga för vapnets överlevnad och användes först på östfronten mot Röda Armén men kom senare att användas på alla fronter.

## Varianter

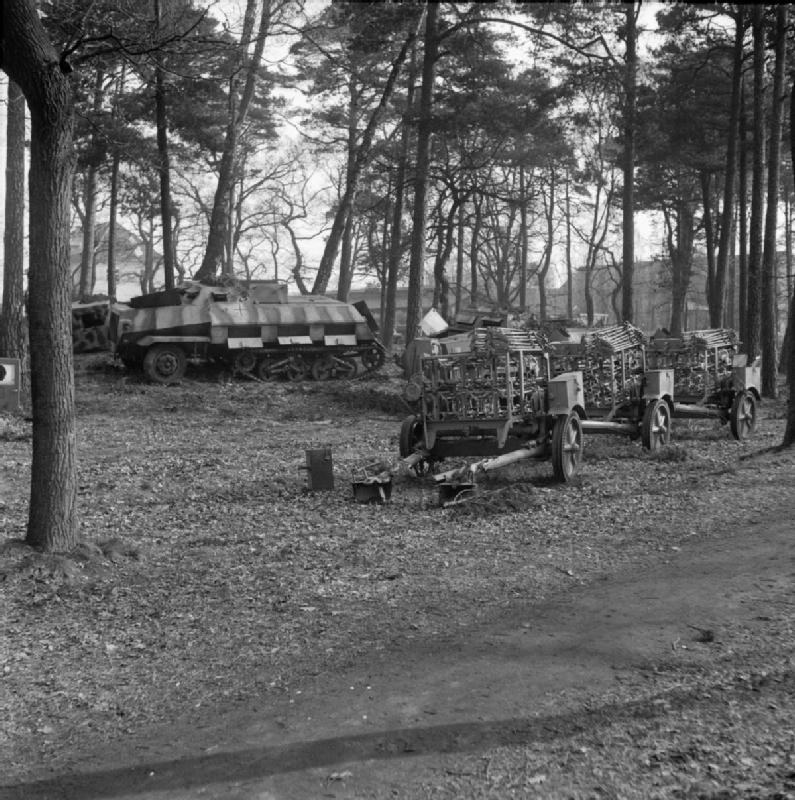
Övergivet ammunitionsfordon i en skog nära Celle tillsammans med 30 cm Raketenwerfer 56.

En variant utan själva raketrampen tillverkades och användes som ammunitionsfordon för panzerwerfer förband. Ammunitionsfordonen kunde lasta 20 raketer men var lägre 2,5 meter och lättare 7,1 ton än raketartilleripjäsen. Totalt 289 ammunitionsfordon tillverkades från april 1943 till mars 1944, i juni 1944 konverterades 19 ammunitionsfordon till raketartilleripjäser.

## Bevarade exemplar
- Musée des Blindés (Frankrike)